# Floresta Mumificada de Bükkábrány

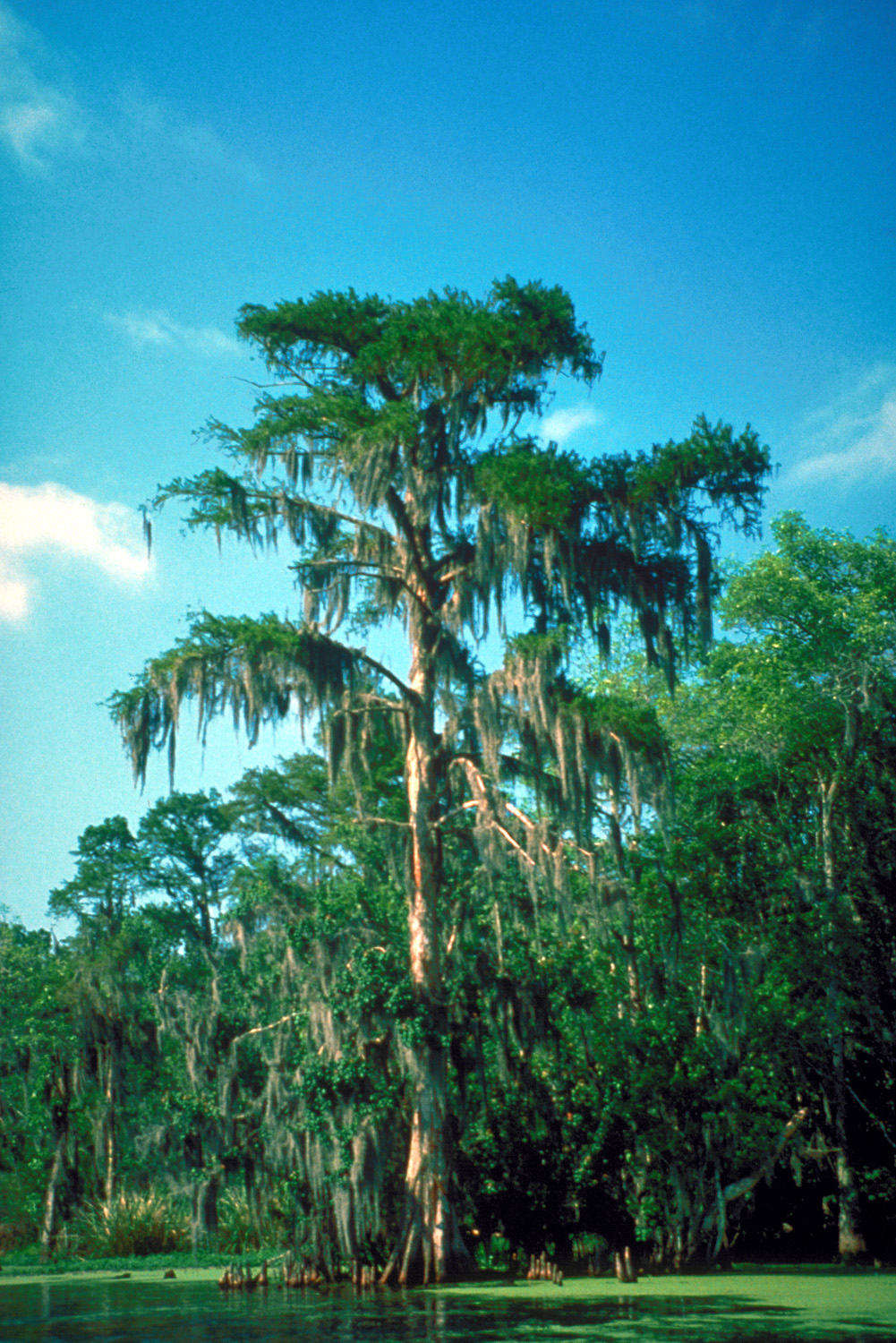
Taxodium distichum, um parente americano moderno das antigas árvores preservadas

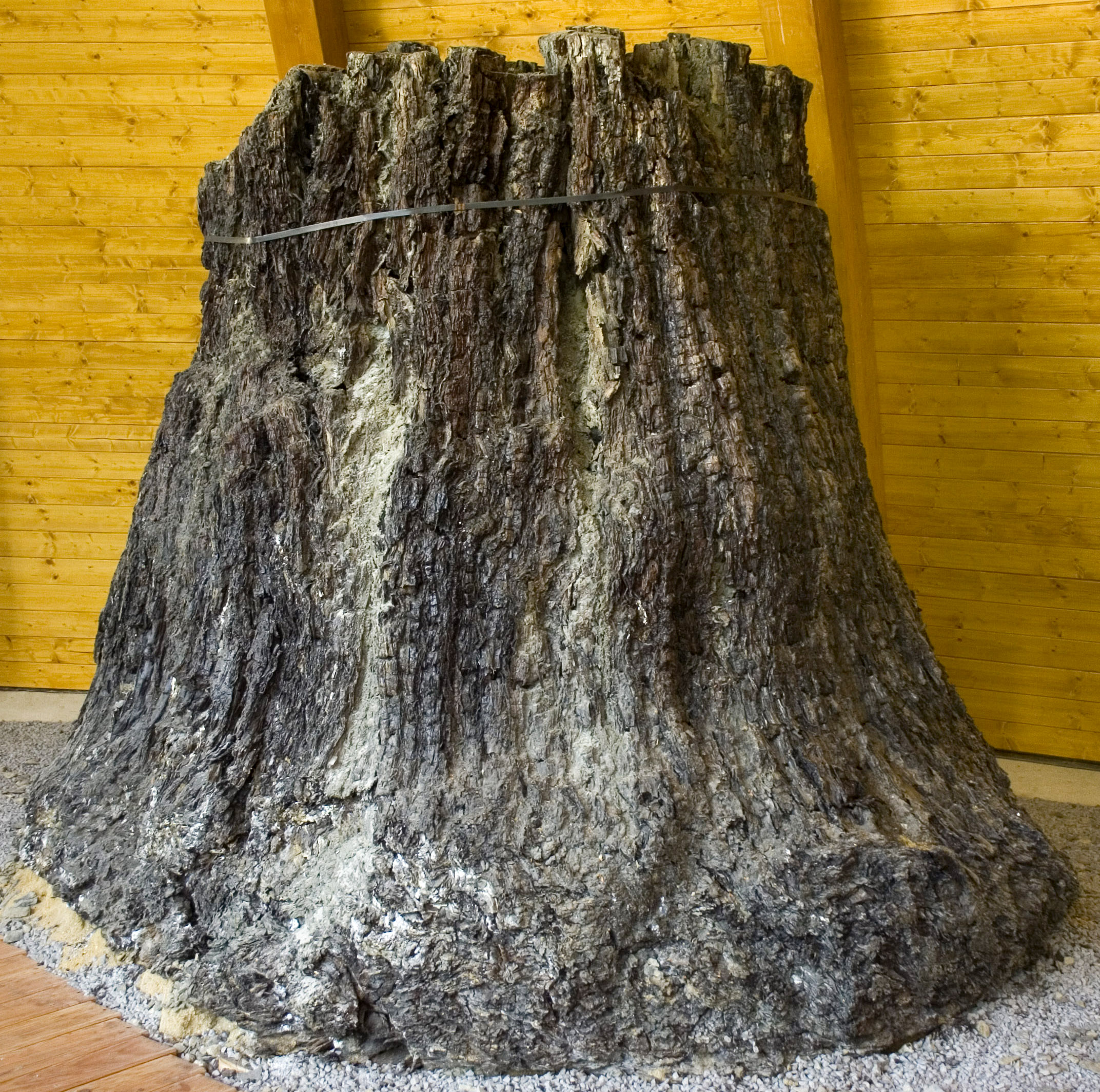
Uma das árvores exibidas em Ipolytarnóc. Sua altura é de 3 m

Floresta Mumificada de Bükkábrány é uma descoberta paleontológica de 2007 localizada no nordeste da Hungria, de dezesseis troncos de cipreste do pântano (Taxodium) bem preservados da idade do mioceno, encontrados em uma mina de linhita a céu aberto a 60 metros de profundidade perto da cidade de Bükkábrány. Os troncos, com cerca de seis metros de altura e dois a três metros de diâmetro, foram revestidos com areia há cerca de oito milhões de anos, preservando sua madeira sem fossilização. A descoberta é única na Europa, já que árvores tão antigas nunca foram encontradas em seu estado original e local original antes.
Os ciprestes tinham 30 a 40 metros de altura e 300 a 400 anos quando morreram durante o período do Mioceno, quando essa região estava parcialmente coberta pelo raso Mar da Panônia, com margens pantanosas criando habitat para ciprestes do pântano. As árvores foram cobertas por uma tempestade de areia de até 6 metros de altura e seus troncos foram preservados intactos.
Por causa do estado não fossilizado das árvores, testes de dendrocronologia podem ser realizados, e os cientistas podem obter informações sobre as mudanças climáticas do período em que as árvores viveram. Seu estado não fossilizado também torna as árvores muito vulneráveis a condições externas, como ar e luz solar, por isso foi com precauções e as mais estritas medidas de segurança que os ciprestes foram transportados, quatro para o Museu Ottó Herman na sede do condado de Miskolc, no nordeste da Hungria, em 8 de agosto de 2007 e o restante no centro de visitantes do Parque Nacional Bükk, em Ipolytarnóc. Durante o transporte, as árvores foram encharcadas de água para preservá-las. É provável que nem todos os troncos possam ser preservados, já que alguns deles já se deterioraram, e apenas seus restos permanecem cheios de areia.
O processo de preservação pode durar até 4 anos e custará cerca de 200 milhões de forints (800.000 euros).